# 노재욱 (배구 선수)
노재욱(1992년 7월 10일~)은 대한민국의 배구 선수로 포지션은 세터이다. 2014년 의정부 KB손해보험 스타즈에 입단하였으며 현재 대전 삼성화재 블루팡스 소속이다.

## 구미 KB손해보험 스타즈시절

### 2014-2015시즌
2014-2015시즌 구미 KB손해보험 스타즈의 전신인 구미 LIG손해보험에 1라운드 3순위로 지명되어 입단하였다. 백업으로 종종 출전하였다. 2015년 1월 22일 당시 삼성화재 소속이였던 이선규에게 가격
당하는 사건이 있었다.

## 천안 현대캐피탈 스카이워커스시절

### 2015-2016시즌
2015년 4월에 정영호와 함께 권영민을 상대로 현대캐피탈에 트레이드 되었다. 트레이드후 이승원이 부상을 당하자 주전 자리를 차지하였다. 이적 첫 시즌에 후반기 18연승의
대기록과 함께 정규리그 우승을 하였으나, 챔피언결정전에서는 성균관대학교 1년 선배인 곽명우에게 밀려 OK저축은행에게 우승 트로피를 내주었다.

### 2016-2017시즌
정규리그 내내 인천 대한항공 점보스와 수원 한국전력 빅스톰과 함께 우승 경쟁을 하였다. 최종적으로 정규리그에서 2위를 하였으나, 수원 한국전력 빅스톰에게 1승 5패로 뒤진 것이 컸다. 하지만 플레이오프에서는 안정적인 토스와 스피드 배구로 챔피언결정전에 진출하도록 큰 공헌을 하였다. 챔피언결정전에서도 안정적인 토스와 경험을 쌓으면서 인천 대한항공 점보스에게 3승 2패로 이기면서 우승을 차지하였다. 우승을 차지하면서 노재욱은 2인자 자리에서 벗어났다는 평가를 받는다.

## 수원 한국전력 빅스톰시절
2017-18시즌 종료 후 FA로 풀린 전광인의 보상선수로 수원 한국전력 빅스톰에 지명되었다.

## 서울 우리카드 위비시절
2018 시즌 최홍석과 트레이드로 서울 우리카드 위비로 이적하였다.
이적후 중반부터는 주전세터이자 주장인 유광우를 밀어내고 주전세터 자리를 차지하면서 팀의 봄배구를 이끌었다. 노재욱에게 밀린 유광우를 시즌 종료후 무상트레이드로 인천 대한항공 점보스로 이적하였다. 2019-2020시즌에도 변함없이 주전세터 자리를 맡아 활약할 예정이다.

## 대전 삼성화재 블루팡스시절
2020년 4월 29일 4:3대형 트레이드로 황경민, 김광국, 김시훈과 함께 대전 삼성화재 블루팡스로 이적하였다.

## 학력
- 문정초등학교
- 문흥중학교
- 광주전자공업고등학교
- 성균관대학교(11학번)